# الاختلافات النمائية في تعبيرات الوجه الانفرادية
يستخدم الإنسان تعبيرات وجهه لإيصال العواطف التي تختلجه عندما يكون في حضرة أشخاص آخرين، ولكن هذه التعابير قد تكون متواجدة أيضًا عندما يكون الشخص منفردًا دون وجود أية أشخاص؛ إذ غالبًا ما يتخيل الناس أنفسهم في مواقف اجتماعية عندما يكونون وحدهم، وهذا ما يقودهم إلى إطلاق تعبيراتٍ وجهية في العزلة. يستخدم الأطفال في المراحل المبكرة من طفولتهم الإشارات والسياقات الاجتماعية لتمييز وإدراك التعبيرات الوجهية، ويطورون تعبيراتٍ وجهية خاصةً بهم للتواصل مع مقدمي الرعاية وتلقي الدعم، كما يعكس الأطفال مشاعر أقرانهم في تعبيراتهم الخاصة في سياق تفاعلهم الاجتماعي.
يتطور تمييز التعابير الوجهية واستخدامها بمعدلات متفاوتة عند الأطفال. وبشكل عام، تبقى القدرة على تمييز وإنتاج التعبيرات الوجهية في طريقها نحو الاكتمال حتى خلال مرحلة الطفولة الوسطى والمراهقة. وبما أنّ القدرة على تمييز وإنتاج تعبيرات الوجه تتطور بشكل مستقل، يوجد فجوة بين قدرة الطفل على التمييز بين المشاعر على وجوه الآخرين وبين قدرته على إنتاج بعض المشاعر -كالغضب أو الخوف مثلًا. يعتبر التعبير عن الخوف والغضب أكثر صعوبة من التعبير عن السعادة، ومن التفسيرات الممكنة لذلك هو أنّ تلك التعبيرات لا تعتبر مرغوبة اجتماعيًا، ولا يزال الأمر يتطلب المزيد من البحث لاستكشاف هذه الفكرة بالكامل.

## التمييز والتعبير
يطلق الفرد تعابيرًا وجهيةً للتعبير عن رد فعل على موقف أو حدث ما أو لاستحضار رد من فرد آخر، وبالتالي ما هذ التعابير سوى إشارات للتعبير عن العاطفة والمقاصد الاجتماعية. يصنع الناس وجوهًا استجابةً لما يسمى «تأثيرات الجمهور المباشرة» عندما يشاهدون الرياضة ويناقشون السياسة أو الأكل أو الروائح أو الألم أو عندما يرون أو يسمعون شيئًا مضحكًا. قد يكون لدى الفرد نفس رد الفعل العاطفي تجاه موقف معين، ولكنه غالبًا ما يعبر عن هذه المشاعر باستخدام تعابير وجهية إذا كانوا في وضع اجتماعي ما. والابتسامات -على وجه الخصوص- ما هي إلا وسائل تطورت نتيجة ضغوط انتقائية للاتصال الواضح والنمطي والمتكرر. تتطلب الابتسامة اتصال عيني من متلقي الابتسامة، وتهدف إلى إيصال الشعور بالسعادة والفرح. وفي تجربة قام بها آلان فريد لوند، وجد أنّ الابتسام كان يحدث أقل عند مشاهدة أحدهم لمقطع فيديو بمفرده، وبشكل أكبر عندما كان يشاهد الفيديو بمفرده ولكنه يعتقد أن أحد الأصدقاء كان يقوم بمهمة أخرى، وأكبر عندما كان هذا الشخص يعتقد أن صديقه كان يشاهد نفس الفيديو في مكان آخر، وأكبر عندما كان يشاهد فيلمًا ما مع صديق حاضر معه جسديًا. يوضح هذا الدليل ميل الأشخاص إلى التعبير عن مشاعرهم عندما يحيط بهم أقرانهم أو عندما يفترضون انخراط هؤلاء الأقران في نفس النشاط، وذلك حتى عند امتلاكهم نفس رد الفعل الداخلي على الحافز (كالفيلم مثلًا).
ومع ذلك، لا يقتصر إطلاق تعبيرات الوجه على الحالات التفاعلية (المتبادلة بين الأشخاص) فقط؛ فبما أن البشر كائنات اجتماعية بطبيعتهم، فإنهم يتخيلون أنفسهم في مواقف اجتماعية حتى لو كانوا وحدهم. تحدث هذه الظاهرة في مجموعة متنوعة من السياقات المختلفة: يتفاعل الشخص مع ذاته اجتماعيًا (يتحدث مع نفسه)، ويتخيل وجود أشخاص آخرين (سواء كانوا حاليًا موجودين أو ماتوا)، ويتصور التفاعلات الاجتماعية المستقبلية، ويجسّد الحيوانات أو الأشياء غير الحية (كالتحدث مع الحيوانات الأليفة). يُبدي الشخص تعبيرات الوجه الانفرادية للتفاعل مع شخص آخر مُتَخيَّل. ووفقًا لنظريات الإدارة فيما يخص الدور والانطباع، يحفز جمهور ما -سواء كان حقيقيًا أم خياليًا- الفرد لاتخاذ دور يتوافق مع جمهوره. على سبيل المثال: قد تبتسم الفتاة الصغيرة لنفسها في المرآة بينما تتخيل نفسها وهي تتحدث إلى صبي من الفصل، ولكنها قد تعبس بينما تتخيل نفسها تتعرض لتوبيخ والدتها. وهكذا، تحدث تعبيرات الوجه الانفرادية لنفس أسباب التفاعلات الاجتماعية، إذ أننا نميل إلى خلق تفاعلات اجتماعية في أذهاننا عندما نكون وحدنا، وهذا يشير إلى شغل التواصل الاجتماعي دورًا رئيسيًا في تعبيرات الوجه الانفرادية. هناك اختلافات نمائية في تعبيرات الوجه الانفرادية، إذ تبدأ بالتعبيرات الغريزية في الطفولة وتتطور إلى أشكال أكثر تعقيدًا عندما ينضج مفهوم الطفل عن المشاعر الاجتماعية والعاطفية.

## تمييز وإطلاق تعبيرات الوجه عند الرضع
يُكتَسب مفهوم الاجتماعية مع مرور الوقت من خلال التفاعلات الاجتماعية المختلفة، إذ يوسع الأطفال من القدرة على تنظيم تعبيرات وجههم أثناء تطورهم لتصبح تعابيرهم أكثر اجتماعية مع تقدمهم في العمر. لكن متى يبدأ التواصل الاجتماعي وما حجم الدور الذي يلعبه أثناء الطفولة؟
تمتلك تعبيرات وجوه الأطفال أهمية خاصة نظرًا لأن الأطفال لا يمكنهم استخدام الكلمات لإخبارنا عن حالاتهم العاطفية. ومع ذلك، يبقى من الصعب استخلاص تعبيرات سلبية منفصلة مثل الغضب والضيق والحزن أثناء الطفولة، ولذلك ليس من المستغرب أن يكون تعبير وجه الطفل الأكثر شيوعًا هو البكاء. يُعتقد بأن استخدام البكاء يتضمن التعبير عن الغضب والضيق، وقد يشير هذا إلى وجود أساس مشترك في العاطفة السلبية. من ناحية أخرى، يعتبر استخدام الابتسامة تعبيرًا عن السعادة، ولكن حتى هنا يوجد تمييز بين الابتسام الذي يتضمن رفع الخدين أو ابتسامة دوشين وبين الابتسامات غير العاطفية التي يُعتقد أنها تُستخدم أساسًا كإشارات اجتماعية. يُعتَقد بحدوث ابتسامات دوشين عند الرضع بعمر 10 أشهر استجابةً لأمهاتهم في أغلب الأحيان.
وفقًا لإيكمان وفريسين (1975) هناك قواعد عرض تتأثر بخلفية الفرد ونوع الجنس والأسرة التي تحكم الطريقة التي نعدل بها تعبيرنا العاطفي. تشير الدراسات التي تبحث في التفاعل بين الأم والرضيع إلى أن الأطفال يتعرضون لقواعد العرض هذه أثناء اللعب وجهًا لوجه مع الأم أولًا. وجد الباحثون أيضا في دراسة أجراها مالاتيستا وهافيلاند (1982) أدلة على أن التغيرات في التعبير العاطفي أثناء الطفولة تتأثر بشكل كبير بهذا النوع من التفاعل، كما وجدوا اختلافات بين الأطفال دون سن 6 أشهر بناءً على الجنس وخلفية الأسرة، وهذا يشير إلى الدور الذي تلعبه قواعد العرض في ذلك.